# Paco Taranto
 Francisco Álvarez Martín, conocido artísticamente como Paco Taranto, tras unirse en el dúo Los Tarantos con Salvador Távora (Sevilla, 26 de julio de 1940-ibídem, 2 de septiembre de 2016) fue un cantaor flamenco español.

## Biografía
Considerado uno de los últimos «cantaores del arrabal» trianero que fue maestro en el cante alfarero que tiene su origen en la zona del Zurraque,
donde trabajaban los artesanos de Sevilla, ya con dieciséis años ganó un concurso en Radio Sevilla que le permitió salir de la capital para recorrer Andalucía. Durante pocos años, de joven, se unió a Salvador Távora en el dúo Los Tarantos, un período breve pero que selló su nombre artístico. Sus influencias fueron muchas (El Arenero, El Teta, El Sordillo o Domingo el Alfarero), pero su estilo fue personal, propio. Además de comenzar a recorrer Andalucía acompañado de otros artistas como Antonio el Sevillano, al unirse a la compañía de Juana Reina dio un salto cualitativo. Después formaría parte del grupo Los Bolecos (Farruco, Rafael el Negro y Matilde Coral) y de ahí formó espectáculos con los mejores cantaores de la época.
Comenzó a dar recitales en solitario y grabó varios discos, el primero en 1979 también grabo singles con La Soleá de Triana y La Caña y el último LP, Mi herencia trianera, editado en el invierno de 2016 con nueve temas dentro de la colección Flamenco y Universidad. La crítica lo ha valorado como «uno de los más ilustres artistas del flamenco», así como «el último mohicano de la cuna del cante» y señalan la influencia que ha ejercido en los cantaores de flamenco posteriores.